# 笑えば天国
『笑えば天国』（わらえばてんごく）は、1961年5月18日から1966年7月28日までフジテレビ系列局で放送されていたコメディ番組である。東宝とフジテレビの共同製作。ロート製薬の一社提供。

## 概要
毎回著名な喜劇人たちが旧・東宝本社ビル4階の芸術座に集い、そこで一話完結形式の喜劇を繰り広げていた公開番組。監修は菊田一夫が務めた。

## 放送時間
いずれも日本標準時。
- 木曜 21:15 - 21:45 （1961年5月18日 - 1962年8月30日）
- 木曜 21:00 - 21:30 （1962年9月6日 - 1963年4月11日）
- 水曜 21:45 - 22:15 （1963年4月17日 - 1963年9月25日）
- 木曜 19:30 - 20:00 （1963年10月3日 - 1966年7月28日）

## 出演者
- 三木のり平
- 由利徹
- 南利明
- 八波むと志
- 榎本健一
- 岸井明
- 清川虹子
- 益田喜頓
- 千葉信男

- 森川信
- 柳家金語楼
- トニー谷
- 有島一郎
- 森光子
- 市村俊幸
- ジェリー藤尾
- 坂本九
- 桂小金治